# Джуліо Дуе
Джуліо Дуе (італ. Giulio Douhet; 30 травня 1869, Казерта — 15 лютого 1930, Рим) — італійський генерал, військовий теоретик. Розвивав теорію повітряної війни, висунув ідею проведення масованих бомбардувань міст супротивника з метою морального тиску і примусу до капітуляції.

## Біографія
З 1882 року служив в армії в артилерійських частинах. Закінчив артилерійсько-інженерне училище в Турині і академію генштабу. У 1912—1915 роках служив у ВПС. У травні 1915 року — начальник штабу міланської дивізії. У 1915 році запропонував застосувати 500 бомбардувальників в Першій світовій війні проти Австрії. Його план був відкинутий, а сам Дуе за критику керівництва був засуджений до тюремного ув'язнення.
Після поразки італійських військ в битві при Капоретто Дуе виходить на свободу. У 1918 році Дуе призначений начальником Центрального управління авіації, але через 5 місяців він йде у відставку за власним бажанням. У 1921 році опублікована його книга про панування в повітрі. Дуе вважав, що авіація повинна грати у війні провідну роль, і авіаудари по державних і економічних центрах противника здатні привести до перемоги.
Надалі до самої смерті в 1930 році Дуе розвивав свою теорію, відстоюючи її положення в суперечках з критиками.